# Liste des gares de la ligne de Paris-Est à Strasbourg-Ville
Cette page est une annexe de l'article « Ligne de Paris-Est à Strasbourg-Ville ».
La liste des gares de la ligne de Paris-Est à Strasbourg-Ville est présentée sous la forme d'un tableau qui liste les gares de cette grande radiale du réseau ferroviaire français, y compris celles ayant été fermées.
Celles mentionnées en caractères gras sont des gares de bifurcation (existantes ou passées) ou en cul-de-sac ; celles marquées par un carré vert dans la bande latérale, à gauche, sont desservies par des trains de « grandes lignes ». Par ailleurs, la coloration en rose de cette même bande indique la section de ligne doublée par la LGV Est européenne, qui permet aux TGV d'éviter la traversée des gares concernées.
|  |   |  | Nom                                                                          | Service(s)                            | Nombre annuel de voyageurs (en 2017) | Coordonnées                 | Commune(s)                                                                    |
|  | - |  | ---------------------------------------------------------------------------- | ------------------------------------- | ------------------------------------ | --------------------------- | ----------------------------------------------------------------------------- |
|  | ⏹ |  | Paris-Est (anciennement gare de Strasbourg)                                  | TGV / ICE, grandes lignes, TER        | 35 411 032                           | 48° 52′ 39″ N, 2° 21′ 33″ E | Paris (10e)                                                                   |
|  | o |  | Rosa-Parks                                                                   | (RER) · (E)                           | 8 564 400                            | 48° 53′ 47″ N, 2° 22′ 27″ E | Paris (19e)                                                                   |
|  | o |  | Est-Ceinture                                                                 | Détruite                              |                                      | 48° 53′ 50″ N, 2° 22′ 30″ E | Paris (19e)                                                                   |
|  | o |  | Pantin                                                                       | Fret                                  | 7 822 875                            | 48° 53′ 52″ N, 2° 24′ 02″ E | Pantin                                                                        |
|  | o |  | Noisy-le-Sec                                                                 | Fret (triage)                         | 14 990 821                           | 48° 53′ 48″ N, 2° 27′ 35″ E | Noisy-le-Sec                                                                  |
|  | o |  | Bondy                                                                        | ;                                     | 11 729 340                           | 48° 53′ 39″ N, 2° 28′ 45″ E | Bondy                                                                         |
|  | o |  | Le Raincy - Villemomble - Montfermeil (anciennement Le Raincy - Villemomble) | (RER) · (E)                           | 8 380 955                            | 48° 53′ 21″ N, 2° 30′ 45″ E | Le Raincy Villemomble                                                         |
|  | o |  | Gagny                                                                        | (RER) · (E)                           | 4 784 504                            | 48° 53′ 02″ N, 2° 31′ 29″ E | Gagny Villemomble                                                             |
|  | o |  | Le Chénay-Gagny                                                              | (RER) · (E)                           | 3 013 226                            | 48° 52′ 38″ N, 2° 33′ 10″ E | Gagny                                                                         |
|  | o |  | Chelles - Gournay (anciennement Chelles)                                     | ;                                     | 9 830 837                            | 48° 52′ 27″ N, 2° 35′ 00″ E | Chelles                                                                       |
|  | o |  | Vaires-Triage                                                                | Fret (triage)                         |                                      | 48° 52′ 31″ N, 2° 36′ 50″ E | Chelles Vaires-sur-Marne Brou-sur-Chantereine                                 |
|  | o |  | Vaires - Torcy (anciennement Vaires - Torcy - Noisiel - Brou)                | Transilien · Ligne P du Transilien    | 2 053 083                            | 48° 52′ 31″ N, 2° 38′ 21″ E | Vaires-sur-Marne                                                              |
|  | o |  | Lagny - Thorigny (anciennement Lagny - Thorigny - Pomponne)                  | Transilien · Ligne P du Transilien    | 3 463 548                            | 48° 52′ 56″ N, 2° 42′ 15″ E | Thorigny-sur-Marne Pomponne                                                   |
|  | o |  | Esbly                                                                        | Transilien · Ligne P du Transilien    | 2 085 140                            | 48° 54′ 11″ N, 2° 48′ 38″ E | Esbly                                                                         |
|  | o |  | Meaux                                                                        | Fret (triage)                         | 7 851 972                            | 48° 57′ 29″ N, 2° 52′ 25″ E | Meaux                                                                         |
|  | o |  | Trilport                                                                     | Transilien · Ligne P du Transilien    | 1 191 325                            | 48° 57′ 37″ N, 2° 56′ 58″ E | Trilport                                                                      |
|  | o |  | Changis - Saint-Jean                                                         | Transilien · Ligne P du Transilien    | 318 866                              | 48° 57′ 33″ N, 3° 01′ 31″ E | Changis-sur-Marne                                                             |
|  | o |  | La Ferté-sous-Jouarre                                                        | TER ; Fret                            | 1 944 254                            | 48° 57′ 03″ N, 3° 07′ 31″ E | La Ferté-sous-Jouarre                                                         |
|  | o |  | Nanteuil - Saâcy                                                             | Transilien · Ligne P du Transilien    | 855 930                              | 48° 58′ 26″ N, 3° 13′ 12″ E | Saâcy-sur-Marne                                                               |
|  | o |  | Nogent-l'Artaud - Charly                                                     | Transilien · Ligne P du Transilien    | 111 119                              | 48° 58′ 07″ N, 3° 19′ 20″ E | Nogent-l'Artaud                                                               |
|  | o |  | Chézy-sur-Marne                                                              | Transilien · Ligne P du Transilien    | 21 077                               | 48° 59′ 30″ N, 3° 21′ 50″ E | Chézy-sur-Marne                                                               |
|  | o |  | Château-Thierry                                                              | TER ; Fret                            | 730 901                              | 49° 02′ 17″ N, 3° 24′ 34″ E | Château-Thierry Étampes-sur-Marne                                             |
|  | o |  | Mézy                                                                         | Fret                                  |                                      | 49° 04′ 00″ N, 3° 30′ 22″ E | Mézy-Moulins                                                                  |
|  | o |  | Varennes - Jaulgonne                                                         | Détruite                              |                                      | 49° 04′ 44″ N, 3° 32′ 08″ E | Courtemont-Varennes                                                           |
|  | o |  | Dormans                                                                      | TER Fret                              | 110 300                              | 49° 04′ 45″ N, 3° 38′ 30″ E | Dormans                                                                       |
|  | o |  | Troissy                                                                      | Fermée (BV reconverti en habitation)  |                                      | 49° 05′ 14″ N, 3° 42′ 17″ E | Troissy                                                                       |
|  | o |  | Port-à-Binson - Châtillon                                                    | Fermée (BV à l'abandon)               |                                      | 49° 04′ 57″ N, 3° 45′ 43″ E | Mareuil-le-Port                                                               |
|  | o |  | Damery - Boursault                                                           | Fermée (BV reconverti en habitation)  |                                      | 49° 03′ 43″ N, 3° 52′ 31″ E | Vauciennes                                                                    |
|  | o |  | Épernay                                                                      | TER                                   | 759 696                              | 49° 02′ 48″ N, 3° 57′ 37″ E | Épernay                                                                       |
|  | o |  | Oiry (anciennement Oiry - Mareuil)                                           | Fermée (BV reconverti en habitation)  |                                      | 49° 01′ 39″ N, 4° 02′ 21″ E | Oiry                                                                          |
|  | o |  | Athis - Tours-sur-Marne                                                      | Fermée (BV à l'abandon)               |                                      | 49° 01′ 11″ N, 4° 07′ 37″ E | Athis                                                                         |
|  | o |  | Jâlons-les-Vignes                                                            | Fermée (BV reconverti en habitation)  |                                      | 49° 00′ 42″ N, 4° 11′ 16″ E | Jâlons                                                                        |
|  | o |  | Matougues                                                                    | Fermée (BV reconverti en habitation)  |                                      | 48° 59′ 46″ N, 4° 14′ 28″ E | Matougues                                                                     |
|  | ⏹ |  | Châlons-en-Champagne (anciennement Châlons-sur-Marne)                        | TGV, TER Fret (triage)                | 807 041                              | 48° 57′ 20″ N, 4° 20′ 56″ E | Châlons-en-Champagne Fagnières                                                |
|  | o |  | Coolus                                                                       | Détruite                              |                                      | 48° 55′ 56″ N, 4° 21′ 19″ E | Compertrix                                                                    |
|  | o |  | Mairy - Saint-Germain                                                        | Fermée (BV à l'abandon)               |                                      | 48° 52′ 40″ N, 4° 25′ 18″ E | Mairy-sur-Marne                                                               |
|  | o |  | Vitry-la-Ville                                                               | Fret                                  |                                      | 48° 50′ 38″ N, 4° 27′ 42″ E | Vitry-la-Ville                                                                |
|  | o |  | Songy                                                                        | Détruite                              |                                      | 48° 48′ 10″ N, 4° 30′ 20″ E | Songy                                                                         |
|  | o |  | Pringy (Marne)                                                               | Détruite                              |                                      | 48° 46′ 54″ N, 4° 31′ 20″ E | Pringy                                                                        |
|  | o |  | Loisy-sur-Marne                                                              | Fret                                  |                                      | 48° 45′ 33″ N, 4° 32′ 26″ E | Loisy-sur-Marne                                                               |
|  | ⏹ |  | Vitry-le-François                                                            | TGV, TER Fret                         | 218 668                              | 48° 43′ 05″ N, 4° 35′ 15″ E | Vitry-le-François                                                             |
|  | o |  | Blesme - Haussignémont                                                       | Fermée (BV reconverti en habitation)  |                                      | 48° 43′ 17″ N, 4° 45′ 11″ E | Haussignémont                                                                 |
|  | o |  | Pargny-sur-Saulx                                                             | Fermée (BV reconverti en habitation)  |                                      | 48° 46′ 03″ N, 4° 50′ 14″ E | Pargny-sur-Saulx                                                              |
|  | o |  | Sermaize-les-Bains                                                           | Fermée (BV à l'abandon)               |                                      | 48° 47′ 12″ N, 4° 54′ 26″ E | Sermaize-les-Bains                                                            |
|  | o |  | Revigny                                                                      | TER Fret (triage)                     | 87 444                               | 48° 49′ 27″ N, 4° 59′ 07″ E | Revigny-sur-Ornain                                                            |
|  | o |  | Neuville-sur-Ornain                                                          | Détruite                              |                                      | 48° 49′ 03″ N, 5° 02′ 27″ E | Neuville-sur-Ornain                                                           |
|  | o |  | Mussey                                                                       | Fermée (BV reconverti en habitation)  |                                      | 48° 48′ 16″ N, 5° 04′ 12″ E | Val-d'Ornain                                                                  |
|  | o |  | Fains                                                                        | Fermée (BV reconverti en habitation)  |                                      | 48° 47′ 36″ N, 5° 07′ 35″ E | Fains-Véel                                                                    |
|  | ⏹ |  | Bar-le-Duc                                                                   | TGV, TER                              | 398 993                              | 48° 46′ 25″ N, 5° 10′ 02″ E | Bar-le-Duc                                                                    |
|  | o |  | Longeville-Meuse                                                             | Fermée (BV reconverti en habitations) |                                      | 48° 44′ 39″ N, 5° 12′ 58″ E | Longeville-en-Barrois                                                         |
|  | o |  | Nançois - Tronville (anciennement Nançois-le-Petit)                          | TER Fret                              | 892                                  | 48° 43′ 05″ N, 5° 17′ 28″ E | Tronville-en-Barrois Nançois-sur-Ornain                                       |
|  | o |  | Ernecourt-Loxéville                                                          | Fermée (BV en ruine)                  |                                      | 48° 45′ 05″ N, 5° 24′ 23″ E | Erneville-aux-Bois                                                            |
|  | o |  | Lérouville                                                                   | TER Fret (triage)                     | 6 018                                | 48° 47′ 49″ N, 5° 32′ 18″ E | Lérouville Vadonville                                                         |
|  | o |  | Commercy                                                                     | TER Fret                              | 175 666                              | 48° 45′ 57″ N, 5° 35′ 19″ E | Commercy                                                                      |
|  | o |  | Sorcy                                                                        | Fret                                  |                                      | 48° 43′ 03″ N, 5° 40′ 10″ E | Sorcy-Saint-Martin                                                            |
|  | o |  | Pagny-sur-Meuse                                                              | TER Fret                              | 2 801                                | 48° 41′ 48″ N, 5° 44′ 02″ E | Pagny-sur-Meuse                                                               |
|  | o |  | Foug                                                                         | TER                                   | 9 859                                | 48° 40′ 45″ N, 5° 47′ 29″ E | Foug                                                                          |
|  | ⏹ |  | Toul                                                                         | Intercités, TER Fret                  | 257 376                              | 48° 40′ 45″ N, 5° 52′ 49″ E | Toul Écrouves                                                                 |
|  | o |  | Fontenoy-sur-Moselle                                                         | TER                                   | 2 502                                | 48° 42′ 41″ N, 5° 58′ 48″ E | Fontenoy-sur-Moselle                                                          |
|  | o |  | Liverdun                                                                     | TER                                   | 24 543                               | 48° 44′ 58″ N, 6° 03′ 42″ E | Liverdun                                                                      |
|  | o |  | Frouard                                                                      | TER Fret                              | 45 300                               | 48° 45′ 19″ N, 6° 08′ 40″ E | Frouard                                                                       |
|  | o |  | Champigneulles                                                               | TER Fret (triage et terminal combiné) | 9 339                                | 48° 44′ 07″ N, 6° 10′ 09″ E | Champigneulles Frouard                                                        |
|  | ⏹ |  | Nancy-Ville (anciennement Nancy-Saint-Jean)                                  | TGV, Intercités, TER                  | 7 605 051                            | 48° 41′ 23″ N, 6° 10′ 25″ E | Nancy                                                                         |
|  | o |  | Jarville-la-Malgrange                                                        | TER Fret (triage)                     | 30 074                               | 48° 40′ 12″ N, 6° 12′ 09″ E | Jarville-la-Malgrange Nancy                                                   |
|  | o |  | Laneuveville-devant-Nancy                                                    | TER                                   | 8 653                                | 48° 39′ 20″ N, 6° 13′ 41″ E | Laneuveville-devant-Nancy                                                     |
|  | o |  | Varangéville - Saint-Nicolas                                                 | TER Fret (triage)                     | 292 613                              | 48° 38′ 07″ N, 6° 18′ 47″ E | Varangéville                                                                  |
|  | o |  | Dombasle-sur-Meurthe                                                         | TER                                   | 291 547                              | 48° 37′ 24″ N, 6° 20′ 36″ E | Dombasle-sur-Meurthe                                                          |
|  | o |  | Rosières-aux-Salines                                                         | TER                                   | 164 021                              | 48° 36′ 20″ N, 6° 21′ 02″ E | Dombasle-sur-Meurthe                                                          |
|  | o |  | Blainville - Damelevières                                                    | TER Fret (triage)                     | 264 074                              | 48° 33′ 55″ N, 6° 23′ 10″ E | Damelevières Vigneulles Rosières-aux-Salines                                  |
|  | o |  | Mont-sur-Meurthe                                                             | TER                                   | 9 926                                | 48° 33′ 36″ N, 6° 26′ 59″ E | Mont-sur-Meurthe                                                              |
|  | ⏹ |  | Lunéville                                                                    | TGV, TER Fret                         | 915 327                              | 48° 35′ 16″ N, 6° 29′ 50″ E | Lunéville                                                                     |
|  | o |  | Marainviller                                                                 | Détruite                              |                                      | 48° 35′ 17″ N, 6° 36′ 05″ E | Marainviller                                                                  |
|  | o |  | Laneuveville-aux-Bois                                                        | Fermée                                |                                      | 48° 36′ 21″ N, 6° 39′ 35″ E | Laneuveville-aux-Bois                                                         |
|  | o |  | Emberménil                                                                   | Fermée (BV reconverti en habitation)  |                                      | 48° 37′ 12″ N, 6° 42′ 03″ E | Emberménil                                                                    |
|  | o |  | Igney - Avricourt (anciennement Avricourt)                                   | TER                                   | 21 906                               | 48° 38′ 48″ N, 6° 48′ 21″ E | Avricourt (Meurthe-et-Moselle)                                                |
|  | o |  | Nouvel-Avricourt (anciennement Deutsch-Avricourt)                            | Fermée (BV à l'abandon)               |                                      | 48° 39′ 05″ N, 6° 49′ 19″ E | Avricourt (Moselle)                                                           |
|  | o |  | Réchicourt-le-Château                                                        | Fermée (BV reconverti en habitation)  |                                      | 48° 39′ 56″ N, 6° 50′ 55″ E | Réchicourt-le-Château                                                         |
|  | o |  | Gondrexange                                                                  | Fermée (BV reconverti en habitation)  |                                      | 48° 40′ 57″ N, 6° 55′ 55″ E | Gondrexange                                                                   |
|  | o |  | Héming                                                                       | Fret                                  |                                      | 48° 41′ 31″ N, 6° 58′ 16″ E | Héming Xouaxange                                                              |
|  | o |  | Sarrebourg-Marchandises (ancienne gare voyageurs)                            | Détruite                              |                                      | 48° 44′ 10″ N, 7° 02′ 53″ E | Sarrebourg                                                                    |
|  | ⏹ |  | Sarrebourg                                                                   | TGV, TER Fret                         | 720 034                              | 48° 44′ 18″ N, 7° 03′ 08″ E | Sarrebourg                                                                    |
|  | o |  | Réding                                                                       | TER Fret (triage)                     | 43 180                               | 48° 44′ 34″ N, 7° 05′ 44″ E | Réding                                                                        |
|  | o |  | Arzviller                                                                    | Fermée (BV à l'abandon)               |                                      | 48° 43′ 26″ N, 7° 11′ 16″ E | Saint-Louis                                                                   |
|  | o |  | Lutzelbourg                                                                  | TER                                   | 62 677                               | 48° 43′ 48″ N, 7° 15′ 06″ E | Lutzelbourg                                                                   |
|  | o |  | Stambach                                                                     | Détruite                              |                                      | 48° 43′ 12″ N, 7° 18′ 53″ E | Haegen                                                                        |
|  | ⏹ |  | Saverne                                                                      | TGV, TER                              | 1 204 206                            | 48° 44′ 41″ N, 7° 21′ 43″ E | Saverne                                                                       |
|  | o |  | Zornhoff-Monswiller                                                          | Fermée (un quai subsiste)             |                                      | 48° 45′ 10″ N, 7° 23′ 02″ E | Monswiller                                                                    |
|  | o |  | Steinbourg                                                                   | TER                                   | 67 963                               | 48° 45′ 49″ N, 7° 24′ 54″ E | Steinbourg                                                                    |
|  | o |  | Dettwiller                                                                   | TER                                   | 141 696                              | 48° 45′ 07″ N, 7° 27′ 54″ E | Dettwiller                                                                    |
|  | o |  | Wilwisheim                                                                   | TER                                   | 33 171                               | 48° 44′ 45″ N, 7° 30′ 27″ E | Wilwisheim                                                                    |
|  | o |  | Hochfelden                                                                   | TER Fret                              | 218 004                              | 48° 45′ 19″ N, 7° 34′ 20″ E | Hochfelden                                                                    |
|  | o |  | Schwindratzheim                                                              | TER                                   | 83 536                               | 48° 45′ 13″ N, 7° 36′ 10″ E | Schwindratzheim                                                               |
|  | o |  | Mommenheim (ancienne gare)                                                   | Fermée (BV reconverti en habitation)  |                                      | 48° 45′ 23″ N, 7° 38′ 12″ E | Mommenheim                                                                    |
|  | o |  | Mommenheim                                                                   | TER                                   | 217 583                              | 48° 45′ 21″ N, 7° 38′ 32″ E | Mommenheim                                                                    |
|  | o |  | Brumath                                                                      | TER                                   | 565 886                              | 48° 43′ 58″ N, 7° 42′ 01″ E | Brumath                                                                       |
|  | o |  | Stephansfeld                                                                 | TER                                   | 43 221                               | 48° 43′ 03″ N, 7° 42′ 16″ E | Brumath                                                                       |
|  | o |  | Vendenheim                                                                   | TER                                   | 101 808                              | 48° 39′ 58″ N, 7° 43′ 05″ E | Vendenheim                                                                    |
|  | o |  | Mundolsheim                                                                  | TER                                   | 68 210                               | 48° 38′ 41″ N, 7° 43′ 16″ E | Mundolsheim                                                                   |
|  | o |  | Hausbergen                                                                   | Fret (triage)                         |                                      | 48° 37′ 22″ N, 7° 43′ 22″ E | Souffelweyersheim Bischheim Schiltigheim Mundolsheim Hœnheim Niederhausbergen |
|  | o |  | Strasbourg (ancienne gare)                                                   | Détruite                              |                                      | 48° 35′ 08″ N, 7° 44′ 35″ E | Strasbourg                                                                    |
|  | ⏹ |  | Strasbourg-Ville                                                             | TGV / ICE, TER Fret                   | 19 423 501                           | 48° 35′ 07″ N, 7° 44′ 03″ E | Strasbourg                                                                    |